# Hästtjärnen (Lycksele socken, Lappland)
Hästtjärnen är en sjö i Lycksele kommun i Lappland och ingår i Umeälvens huvudavrinningsområde.